# Gold Box
Die Gold-Box-Reihe ist eine zusammenfassende Bezeichnung für mehrere Computer-Rollenspiele des amerikanischen Spieleentwicklers und Publishers Strategic Simulations, Inc. (SSI), die beginnend mit Pool of Radiance zwischen 1988 und 1993 für diverse Heimcomputer-Systeme auf den Markt kamen. Allen gemein ist, dass sie auf einer für den Computer adaptierten Fassung des Rollenspielregelwerks Dungeons & Dragons basieren und die gleichen Spiel-Engine nutzen (Gold-Box-Engine). Die darunter zusammengefassten Titel sind jedoch erzählerisch nicht durchgängig zusammenhängend, sondern unterteilen sich nochmals in eigenständige Unterreihen und Einzeltitel. 

## Geschichte
Obwohl nicht alle Spiele inhaltlich miteinander verbunden waren und es regeltechnische Unterschiede zwischen den einzelnen Titeln gab, erfolgte die Zusammenfassung unter dem Namen Gold Box vor allem aufgrund der allen Titeln gemeinsamen Spiel-Engine. Der Name rührt von der Spieleverpackung der Spiele her, deren Karton hauptsächlich in einem glänzenden Goldton gehalten war. Diese Spiele wurden auf alle wichtigen Systeme portiert. Sie sind abzugrenzen von den Spielereihen Eye of the Beholder, Dark Sun und weiteren D&D-Einzeltiteln, die von SSI im selben Zeitraum oder im Anschluss veröffentlicht wurden und eine jeweils eigene Spieleengine verwendeten.
1988 veröffentlichte SSI den ersten Teil dieser Serie, Pool of Radiance. Das Spiel verwendete die damals häufig verwendete vorgezeichnete Pseudo-3D-Optik, in der man die Welt schrittweise erkundete. Ergänzt wurde dies durch ein strategisches Kampfsystem, das in der Kavalierperspektive ausgefochten wurde. Jede Figur konnte hier einzeln gesteuert werden. Der Spieler führte eine Gruppe aus bis zu acht Personen, davon maximal sechs eigene Charaktere, und konnte einfachere Aufgaben (Quests) übernehmen und Rätsel lösen. Interessant für die Spieler war vor allem die AD&D-Lizenz, auf welcher die meisten Teile basierten.
Im Laufe der Zeit entstanden vier Serien und einige Einzeltitel. Innerhalb der Serien konnten die Charaktere von einem Teil in den nächsten übernommen werden. 1993 führte SSI mit der Veröffentlichung von Dark Sun: Shattered Lands die neue Dark-Sun-Engine ein, die damit die Gold-Box-Engine bei der Entwicklung der folgenden Titel ersetzte.
Am 20. August 2015 veröffentlichte GOG.com viele Goldbox-Spiele als drei Forgotten Realms: The Archives-Kollektionen nach Jahren der Nicht-Verfügbarkeit in der Digitalen Distribution.

## Szenarien

### Vergessene-Reiche-Szenarien
Das Geschehen dieser Reihe spielt in der Kampagnenwelt der Vergessenen Reichen. Den Beginn der sehr erfolgreichen Spieleserie markierte Pool of Radiance aus dem Jahr 1988. Es eröffnet zugleich den längsten Handlungsbogen. In Pool of Radiance soll der Spieler die am Mondsee gelegene Stadt New Phlan von der Bedrohung durch große Monsterhorden im Umland der Stadt befreien. Der Titel gilt Spielejournalisten als eines der einflussreichsten Computer-Rollenspiele.
Nach dem sehr erfolgreichen Start brachte man 1989 sofort Curse of the Azure Bonds auf den Markt. Dieses Spiel war ebenfalls sehr erfolgreich und verfügte über eine noch dichtere Hintergrundgeschichte als der erste Teil, da u. a. die Handlungsorte wesentlich erweitert wurden.
Mit Secret of the Silver Blades wurde 1990 der nächste Teil veröffentlicht, der aber von den Spielern am bisher schlechtesten aufgenommen wurde. Die kaum vorhandene Handlung, die im Vergleich mit der Jagd nach den Bond-Verursachern im zweiten Teil doch sehr blass wirkte, und die sehr trostlose Umgebung schreckten viele ab. Secret of the Silver Blades ist das erste Gold-Box-Spiel, bei dem die Größe der Karten für Städte und Dungeons nicht auf 16×16 beschränkt ist.
1991 wurde mit Pools of Darkness die Forgotten-Realms-Serie abgeschlossen. Auch nach heutigen Standards zählt dieser Abschluss immer noch zu den wichtigsten Spielen im Bereich der Rollenspiele, sowohl was Spieltiefe als auch -dauer angeht.

### Drachenlanze-Szenarien
Die zweite Serie startete 1990 mit Champions of Krynn. Grundlage war dieses Mal die Kampagnenwelt der Drachenlanze, Krynn, welche einige Unterschiede zu den schon erschienenen Spielen bewirkte. Neben dem Einfluss der Monde und der Götter auf die Magie der Figuren stehen auch mehrere leicht veränderte und eine neue Rasse (Kender) und ergänzte Klassen zur Auswahl.
Death Knights of Krynn, das zweite Spiel in dieser Reihe, erschien 1991 und sandte die Spieler auf die Jagd nach Lord Soth. Ansonsten gab es kaum Veränderungen zum Vorgänger.
The Dark Queen of Krynn von 1992 wurde nicht mehr von SSI, sondern von MicroMagic entwickelt. Der dritte Teil bildete den Abschluss der Serie. Obwohl grafisch moderner und inhaltlich komplexer als die Vorgänger, erhielt es vor allem in Bezug auf die erzählte Geschichte negativere Kritiken als die vorherigen Spiele.

### Savage-Frontier-Szenarien
Während sich SSI bereits auf die Entwicklung einer neuen Engine im Rahmen der Dark-Sun-Serie konzentrierte, beauftragte das Unternehmen 1989 die Stormfront Studios mit der Entwicklung weiterer D&D-Spiele auf Basis der Gold-Box-Engine.
Mit Gateway to the Savage Frontier startete 1991 die letzte und kleinste Serie. Es wurde wieder das System der ersten Spiele verwendet und die Handlung kehrte zurück in die Welt der Vergessenen Reiche, in die als Savage Frontier bezeichnete Region der nördlichen Schwertküste um die Städte Dolchfurt und Niewinter. Sowohl grafisch als auch inhaltlich gab es einige Modernisierungen.
Mit Treasures of the Savage Frontier wurde die Serie 1992 abgeschlossen. Es beinhaltete mehrere neuere Funktionen. Im Kampf beeinflusste das Wetter die Kampf- und Bewegungswerte, außerdem konnten Gegner im Kampf unvermittelt Verstärkung herbeirufen. Das Spiel ermöglichte außerdem erstmals in einem Computer-Rollenspiel eine Romanze zwischen einem Spielercharakter und einem Gruppenmitglied.

### Einzeltitel
Neben den drei Serien gab es weitere Einzeltitel in den D&D-Spielwelten, die sich auf das System der GoldBox-Reihe stützten.
1991 gelangte mit dem von Stormfront Studios entwickelten Neverwinter Nights die erste Online-Umsetzung des Spielsystems und gleichzeitig das erste grafische Online-Rollenspiel in die Läden. Es erschien nach der Veröffentlichung von Gateway to the Savage Frontier und liegt mit seinem Schauplatz rund um die Stadt Niewinter ebenfalls in der Region der Savage Frontier, wird wegen des abweichenden Spielprinzips jedoch als eigenständiger Titel betrachtet. Neverwinter Nights konnte nur über das geschlossene Online-Netzwerk von AOL gespielt werden und verlangte von Spielern neben den Internetverbindungskosten zusätzlich einen stundenbasierten Spielbetrag. Trotz vieler Einschränkungen an Spielbarkeit und der geringen Anzahl von gleichzeitig 500 Spielern war es sehr erfolgreich und blieb bis 1997 im Spieleangebot von AOL.
Als man erkannte, dass weitere Spiele auf Basis der Gold-Box-Engine nicht mehr denselben Erfolg wie bislang haben würden, veröffentlichte SSI 1993 mit Unlimited Adventures ein Construction Kit zur Serie. Damit war das Schaffen und Veröffentlichen eigener Welten möglich, da umfangreiche Tools für Grafik sowie ein recht durchdachtes Skriptsystem zur Verfügung standen.
Das 1992 von Cybertech Systems entwickelte Spelljammer: Pirates of Realmspace nutzte die Kampfengine der Gold-Box-Serie, verwendete ansonsten jedoch eine neue, selbstentwickelte Engine. Der Titel wird daher nicht durchgängig zur Gold-Box-Serie gezählt.

### Buck-Rogers-Szenarien
Die SF-Serie Buck Rogers gehörte nicht zu den D&D-Spielen, SSI verwendete für die Spiele jedoch ebenfalls die Gold-Box-Engine und damit verbunden das D&D-Regelwerk. Der erste Teil, Countdown to Doomsday erschien 1990 und bot an neuem vor allem den Raumkampf, den es in Fantasysettings nicht gab, und ein fernkampfdominiertes Kampfsystem sowie andere Rassen und Klassen.
1992 erschien dann Matrix Cubed, welches wie immer leicht aktualisierte Grafik und mehr Umfang als der Vorgänger bot.

## Titelübersicht
Forgotten Realms Fantasy Role-Playing Epic
- Pool of Radiance (1988)
- Curse of the Azure Bonds (1989)
- Secret of the Silver Blades (1990)
- Pools of Darkness (1991)

Dragonlance Fantasy Role-Playing Epic
- Champions of Krynn (1989)
- Death Knights of Krynn (1990)
- The Dark Queen of Krynn (1991)

Savage Frontier Fantasy Role-Playing Epic
- Gateway to the Savage Frontier (1990)
- Treasures of the Savage Frontier (1991)

Buck-Rogers-Serie
- Buck Rogers – Countdown to Doomsday (1990)
- Buck Rogers – Matrix Cubed (1992)

Weitere
- Neverwinter Nights – Onlinespiel (1991)
- Spelljammer: Pirates of Realmspace (1992)
- Unlimited Adventures – Construction Kit (1993)